# Santa Maria de Montalbà
Santa Maria de Montalbà és l'església parroquial del poble de Montalbà dels Banys, del terme comunal dels Banys d'Arles i Palaldà, a la comarca del Vallespir (Catalunya del Nord).
Està situada en el petit nucli de Montalbà, al costat de llevant de les cases del poble i al costat nord del cementiri.
És una església molt poc documentada, al llarg de la història. Apareix en un testament del 1278, la qual cosa fa pensar que l'església primitiva era romànica. El temple fou totalment construït de bell nou al segle xvii, sense cap mena d'interès arquitectònic, i on no sembla quedar res del temple medieval. L'església, tanmateix, conserva un retaule major barroc, obra d'Honorat Rigau, una Mare de Déu gòtica, del segle xiv, i dos altres retaules dedicats al Sant Crist i a Sant Galderic, del segle xviii.